# Milchbart
Als Milchbart bezeichnet man einen männlichen jungen Erwachsenen, der noch unreif oder unerfahren wirkt und seinen Aufgaben möglicherweise noch nicht ganz gewachsen ist. Die Bezeichnung spielt auf die deutlich sichtbaren Überreste von Milchgetränken an, die beim Trinken auf der Oberlippe oder den Hautpartien um den Mund verbleiben und von Kindern oft nicht abgewischt werden.

## Werbung
In den 1990er Jahren erreichte der Milchbart in den USA eine über den häuslichen Bereich hinausgehende Aufmerksamkeit, als Fotos von Prominenten mit einem solchen Milchbart (englisch milk moustache) in der bekannten US-amerikanischen Werbekampagne für Milchprodukte Got Milk? verwendet wurden. Auch in anderen Ländern wurde diese Idee nachgeahmt.

## Fachsprache
- Der rote Ausschlag beim Scharlach geht bald auf den ganzen Körper über. Lediglich die Mundpartie wird davon ausgespart. Diese periorale, d. h. um den Mund herum auftretende Blässe wird auch als Milchbart bezeichnet.[1]
- Ferner besteht die Bezeichnung Milchmaul für das Kopfabzeichen von Pferden mit einem weißen Maul.